# Odžaci (gmina Trstenik)
Odžaci (cyr. Оџаци) – wieś w Serbii, w okręgu rasińskim, w gminie Trstenik. W 2011 roku liczyła 1370 mieszkańców.